# Campo Largo do Piauí
Campo Largo do Piauí é um município brasileiro do estado do Piauí. Localiza-se a uma latitude 03º48'44" sul e a uma longitude 42º37'43" oeste, estando a uma altitude de 60 metros. Sua população estimada em 2019 era de 7.279 habitantes.
Possui uma área de 436,16 km².